# District de Kimotsuki
Le district de Kimotsuki (肝属郡, Kimotsuki-gun) est un district de la préfecture de Kagoshima, au Japon.
Au 1er novembre 2014, sa population était de 38 355 habitants pour une superficie de 712,6 km2.

## Communes du district
- Higashikushira
- Kimotsuki
- Kinkō
- Minamiōsumi